# Aeonium valverdense
Aeonium valverdense là một loài thực vật có hoa trong họ Crassulaceae. Loài này được (Praeger) Praeger miêu tả khoa học đầu tiên năm 1929.